# Antes de la inundación
Antes de la inundación (Before the Flood) es el cuarto episodio de la novena temporada moderna de la serie británica de ciencia ficción Doctor Who, emitido originalmente el 10 de octubre de 2015. Es la segunda parte de una historia en dos episodios que comenzó con Bajo el lago.

## Argumento
El Duodécimo Doctor junto con dos de los miembros de la tripulación ha viajado al pasado, a los años 1980, antes de la inundación, para investigar qué es lo que sucedió que afecta al futuro, donde Clara y los que quedan atrapados de la tripulación se enfrentan al fantasma del Doctor, que libera a los otros fantasmas. En el pasado, el Doctor descubre que el contenedor que entonces tenía la nave ahora contiene a una criatura llamada el Fisher King, que está usando los espectros como llamada para que todos los de su raza se dirijan a la Tierra y la conquisten.

### Continuidad
O'Donnell menciona a las antiguas acompañantes Rose Tyler, Martha Jones y Amy Pond, así como a Harold Saxon y los eventos de Matar a la luna. También menciona a un "ministro de la guerra", pero el Doctor todavía no le conoce, lo que indica que es algo que ocurrirá en el futuro para él.

## Emisión y recepción
Con este episodio, la serie tuvo un considerable aumento en la audiencia nocturna a 4,38 millones de espectadores, con un 21,5% de cuota y muy poca competición de la Copa del Mundo de Rugby. También fue el cuarto programa más visto del día en términos de cuota.

### Recepción de la crítica
El episodio recibió mayoritariamente elogios de la crítica. IGN alabó el episodio, dándole un 9 sobre 10 (calificado como "Impresionante") alabaron particularmente la resolución del episodio en cuanto a la paradoja casual, así como las interpretaciones de Capaldi y el reparto invitado. Dan Martin de The Guardian alabó la interpretación de Coleman, opinando que Capldi y ella eran "con seguridad una de las parejas de mayor éxito de la historia de Doctor Who". Alabó el diseñó del Fisher King, admitiendo que realmente le asustó. Morgan Jeffrey, de Digital Spy, pensó que el episodio fue "aterrador e inteligente", una mejora sobre el episodio anterior, pero le decepcionó el poco tiempo en pantalla que tuvo el personaje de Paul Kaye y algunos miembros de la tripulación de la base. En conjunto, pensó que la historia era lo mejor de Whitehouse desde Reunión escolar. Den Geek hizo una crítica positiva del episodio, alabando a Capaldi diciendo: "simplemente se siente como si definitivamente perteneciera ahí... ha estado en una forma excelente, excelente". Sin embargo, encontraron que el diseño y uso del Fisher King fue "en realidad no muy llamativo. Decepcionante, incluso". En conjunto, encontraron que el episodio fue "más irregular que el de la semana pasada, pero no voy a quejarme sobre la fuerza de la historia de dos partes, todavía pienso que el movimiento hacia las historias en dos partes ha sido beneficioso para la temporada 9 de Doctor Who hasta ahora". Por otra parte, Catherine Geek de The Telegraph le dio al episodio 3 estrellas sobre 5, argumentando que el episodio "necesitaba más Fisher King".